# نفرین تیتان
پرسی جکسون: نفرین تیتان (به انگلیسی: The Titan's Curse) جلد سوم مجموعه پرسی جکسون و خدایان یونان اثر ریک ریوردن است و در ۱۱ می ۲۰۰۷ توسط انتشارت میرماکس منتشر شده است.